# Zugzwang
|   | a | b | c | d | e | f | g | h |   |
| 8 | Roi noir sur case noire d6 · Pion noir sur case blanche b5 · Pion noir sur case blanche d5 · Pion noir sur case blanche f5 · Pion blanc sur case noire b4 · Roi blanc sur case noire d4 · Pion blanc sur case noire f4 · Pion blanc sur case noire c3 | Roi noir sur case noire d6 · Pion noir sur case blanche b5 · Pion noir sur case blanche d5 · Pion noir sur case blanche f5 · Pion blanc sur case noire b4 · Roi blanc sur case noire d4 · Pion blanc sur case noire f4 · Pion blanc sur case noire c3 | Roi noir sur case noire d6 · Pion noir sur case blanche b5 · Pion noir sur case blanche d5 · Pion noir sur case blanche f5 · Pion blanc sur case noire b4 · Roi blanc sur case noire d4 · Pion blanc sur case noire f4 · Pion blanc sur case noire c3 | Roi noir sur case noire d6 · Pion noir sur case blanche b5 · Pion noir sur case blanche d5 · Pion noir sur case blanche f5 · Pion blanc sur case noire b4 · Roi blanc sur case noire d4 · Pion blanc sur case noire f4 · Pion blanc sur case noire c3 | Roi noir sur case noire d6 · Pion noir sur case blanche b5 · Pion noir sur case blanche d5 · Pion noir sur case blanche f5 · Pion blanc sur case noire b4 · Roi blanc sur case noire d4 · Pion blanc sur case noire f4 · Pion blanc sur case noire c3 | Roi noir sur case noire d6 · Pion noir sur case blanche b5 · Pion noir sur case blanche d5 · Pion noir sur case blanche f5 · Pion blanc sur case noire b4 · Roi blanc sur case noire d4 · Pion blanc sur case noire f4 · Pion blanc sur case noire c3 | Roi noir sur case noire d6 · Pion noir sur case blanche b5 · Pion noir sur case blanche d5 · Pion noir sur case blanche f5 · Pion blanc sur case noire b4 · Roi blanc sur case noire d4 · Pion blanc sur case noire f4 · Pion blanc sur case noire c3 | Roi noir sur case noire d6 · Pion noir sur case blanche b5 · Pion noir sur case blanche d5 · Pion noir sur case blanche f5 · Pion blanc sur case noire b4 · Roi blanc sur case noire d4 · Pion blanc sur case noire f4 · Pion blanc sur case noire c3 | 8 |
| 7 | Roi noir sur case noire d6 · Pion noir sur case blanche b5 · Pion noir sur case blanche d5 · Pion noir sur case blanche f5 · Pion blanc sur case noire b4 · Roi blanc sur case noire d4 · Pion blanc sur case noire f4 · Pion blanc sur case noire c3 | Roi noir sur case noire d6 · Pion noir sur case blanche b5 · Pion noir sur case blanche d5 · Pion noir sur case blanche f5 · Pion blanc sur case noire b4 · Roi blanc sur case noire d4 · Pion blanc sur case noire f4 · Pion blanc sur case noire c3 | Roi noir sur case noire d6 · Pion noir sur case blanche b5 · Pion noir sur case blanche d5 · Pion noir sur case blanche f5 · Pion blanc sur case noire b4 · Roi blanc sur case noire d4 · Pion blanc sur case noire f4 · Pion blanc sur case noire c3 | Roi noir sur case noire d6 · Pion noir sur case blanche b5 · Pion noir sur case blanche d5 · Pion noir sur case blanche f5 · Pion blanc sur case noire b4 · Roi blanc sur case noire d4 · Pion blanc sur case noire f4 · Pion blanc sur case noire c3 | Roi noir sur case noire d6 · Pion noir sur case blanche b5 · Pion noir sur case blanche d5 · Pion noir sur case blanche f5 · Pion blanc sur case noire b4 · Roi blanc sur case noire d4 · Pion blanc sur case noire f4 · Pion blanc sur case noire c3 | Roi noir sur case noire d6 · Pion noir sur case blanche b5 · Pion noir sur case blanche d5 · Pion noir sur case blanche f5 · Pion blanc sur case noire b4 · Roi blanc sur case noire d4 · Pion blanc sur case noire f4 · Pion blanc sur case noire c3 | Roi noir sur case noire d6 · Pion noir sur case blanche b5 · Pion noir sur case blanche d5 · Pion noir sur case blanche f5 · Pion blanc sur case noire b4 · Roi blanc sur case noire d4 · Pion blanc sur case noire f4 · Pion blanc sur case noire c3 | Roi noir sur case noire d6 · Pion noir sur case blanche b5 · Pion noir sur case blanche d5 · Pion noir sur case blanche f5 · Pion blanc sur case noire b4 · Roi blanc sur case noire d4 · Pion blanc sur case noire f4 · Pion blanc sur case noire c3 | 7 |
| 6 | Roi noir sur case noire d6 · Pion noir sur case blanche b5 · Pion noir sur case blanche d5 · Pion noir sur case blanche f5 · Pion blanc sur case noire b4 · Roi blanc sur case noire d4 · Pion blanc sur case noire f4 · Pion blanc sur case noire c3 | Roi noir sur case noire d6 · Pion noir sur case blanche b5 · Pion noir sur case blanche d5 · Pion noir sur case blanche f5 · Pion blanc sur case noire b4 · Roi blanc sur case noire d4 · Pion blanc sur case noire f4 · Pion blanc sur case noire c3 | Roi noir sur case noire d6 · Pion noir sur case blanche b5 · Pion noir sur case blanche d5 · Pion noir sur case blanche f5 · Pion blanc sur case noire b4 · Roi blanc sur case noire d4 · Pion blanc sur case noire f4 · Pion blanc sur case noire c3 | Roi noir sur case noire d6 · Pion noir sur case blanche b5 · Pion noir sur case blanche d5 · Pion noir sur case blanche f5 · Pion blanc sur case noire b4 · Roi blanc sur case noire d4 · Pion blanc sur case noire f4 · Pion blanc sur case noire c3 | Roi noir sur case noire d6 · Pion noir sur case blanche b5 · Pion noir sur case blanche d5 · Pion noir sur case blanche f5 · Pion blanc sur case noire b4 · Roi blanc sur case noire d4 · Pion blanc sur case noire f4 · Pion blanc sur case noire c3 | Roi noir sur case noire d6 · Pion noir sur case blanche b5 · Pion noir sur case blanche d5 · Pion noir sur case blanche f5 · Pion blanc sur case noire b4 · Roi blanc sur case noire d4 · Pion blanc sur case noire f4 · Pion blanc sur case noire c3 | Roi noir sur case noire d6 · Pion noir sur case blanche b5 · Pion noir sur case blanche d5 · Pion noir sur case blanche f5 · Pion blanc sur case noire b4 · Roi blanc sur case noire d4 · Pion blanc sur case noire f4 · Pion blanc sur case noire c3 | Roi noir sur case noire d6 · Pion noir sur case blanche b5 · Pion noir sur case blanche d5 · Pion noir sur case blanche f5 · Pion blanc sur case noire b4 · Roi blanc sur case noire d4 · Pion blanc sur case noire f4 · Pion blanc sur case noire c3 | 6 |
| 5 | Roi noir sur case noire d6 · Pion noir sur case blanche b5 · Pion noir sur case blanche d5 · Pion noir sur case blanche f5 · Pion blanc sur case noire b4 · Roi blanc sur case noire d4 · Pion blanc sur case noire f4 · Pion blanc sur case noire c3 | Roi noir sur case noire d6 · Pion noir sur case blanche b5 · Pion noir sur case blanche d5 · Pion noir sur case blanche f5 · Pion blanc sur case noire b4 · Roi blanc sur case noire d4 · Pion blanc sur case noire f4 · Pion blanc sur case noire c3 | Roi noir sur case noire d6 · Pion noir sur case blanche b5 · Pion noir sur case blanche d5 · Pion noir sur case blanche f5 · Pion blanc sur case noire b4 · Roi blanc sur case noire d4 · Pion blanc sur case noire f4 · Pion blanc sur case noire c3 | Roi noir sur case noire d6 · Pion noir sur case blanche b5 · Pion noir sur case blanche d5 · Pion noir sur case blanche f5 · Pion blanc sur case noire b4 · Roi blanc sur case noire d4 · Pion blanc sur case noire f4 · Pion blanc sur case noire c3 | Roi noir sur case noire d6 · Pion noir sur case blanche b5 · Pion noir sur case blanche d5 · Pion noir sur case blanche f5 · Pion blanc sur case noire b4 · Roi blanc sur case noire d4 · Pion blanc sur case noire f4 · Pion blanc sur case noire c3 | Roi noir sur case noire d6 · Pion noir sur case blanche b5 · Pion noir sur case blanche d5 · Pion noir sur case blanche f5 · Pion blanc sur case noire b4 · Roi blanc sur case noire d4 · Pion blanc sur case noire f4 · Pion blanc sur case noire c3 | Roi noir sur case noire d6 · Pion noir sur case blanche b5 · Pion noir sur case blanche d5 · Pion noir sur case blanche f5 · Pion blanc sur case noire b4 · Roi blanc sur case noire d4 · Pion blanc sur case noire f4 · Pion blanc sur case noire c3 | Roi noir sur case noire d6 · Pion noir sur case blanche b5 · Pion noir sur case blanche d5 · Pion noir sur case blanche f5 · Pion blanc sur case noire b4 · Roi blanc sur case noire d4 · Pion blanc sur case noire f4 · Pion blanc sur case noire c3 | 5 |
| 4 | Roi noir sur case noire d6 · Pion noir sur case blanche b5 · Pion noir sur case blanche d5 · Pion noir sur case blanche f5 · Pion blanc sur case noire b4 · Roi blanc sur case noire d4 · Pion blanc sur case noire f4 · Pion blanc sur case noire c3 | Roi noir sur case noire d6 · Pion noir sur case blanche b5 · Pion noir sur case blanche d5 · Pion noir sur case blanche f5 · Pion blanc sur case noire b4 · Roi blanc sur case noire d4 · Pion blanc sur case noire f4 · Pion blanc sur case noire c3 | Roi noir sur case noire d6 · Pion noir sur case blanche b5 · Pion noir sur case blanche d5 · Pion noir sur case blanche f5 · Pion blanc sur case noire b4 · Roi blanc sur case noire d4 · Pion blanc sur case noire f4 · Pion blanc sur case noire c3 | Roi noir sur case noire d6 · Pion noir sur case blanche b5 · Pion noir sur case blanche d5 · Pion noir sur case blanche f5 · Pion blanc sur case noire b4 · Roi blanc sur case noire d4 · Pion blanc sur case noire f4 · Pion blanc sur case noire c3 | Roi noir sur case noire d6 · Pion noir sur case blanche b5 · Pion noir sur case blanche d5 · Pion noir sur case blanche f5 · Pion blanc sur case noire b4 · Roi blanc sur case noire d4 · Pion blanc sur case noire f4 · Pion blanc sur case noire c3 | Roi noir sur case noire d6 · Pion noir sur case blanche b5 · Pion noir sur case blanche d5 · Pion noir sur case blanche f5 · Pion blanc sur case noire b4 · Roi blanc sur case noire d4 · Pion blanc sur case noire f4 · Pion blanc sur case noire c3 | Roi noir sur case noire d6 · Pion noir sur case blanche b5 · Pion noir sur case blanche d5 · Pion noir sur case blanche f5 · Pion blanc sur case noire b4 · Roi blanc sur case noire d4 · Pion blanc sur case noire f4 · Pion blanc sur case noire c3 | Roi noir sur case noire d6 · Pion noir sur case blanche b5 · Pion noir sur case blanche d5 · Pion noir sur case blanche f5 · Pion blanc sur case noire b4 · Roi blanc sur case noire d4 · Pion blanc sur case noire f4 · Pion blanc sur case noire c3 | 4 |
| 3 | Roi noir sur case noire d6 · Pion noir sur case blanche b5 · Pion noir sur case blanche d5 · Pion noir sur case blanche f5 · Pion blanc sur case noire b4 · Roi blanc sur case noire d4 · Pion blanc sur case noire f4 · Pion blanc sur case noire c3 | Roi noir sur case noire d6 · Pion noir sur case blanche b5 · Pion noir sur case blanche d5 · Pion noir sur case blanche f5 · Pion blanc sur case noire b4 · Roi blanc sur case noire d4 · Pion blanc sur case noire f4 · Pion blanc sur case noire c3 | Roi noir sur case noire d6 · Pion noir sur case blanche b5 · Pion noir sur case blanche d5 · Pion noir sur case blanche f5 · Pion blanc sur case noire b4 · Roi blanc sur case noire d4 · Pion blanc sur case noire f4 · Pion blanc sur case noire c3 | Roi noir sur case noire d6 · Pion noir sur case blanche b5 · Pion noir sur case blanche d5 · Pion noir sur case blanche f5 · Pion blanc sur case noire b4 · Roi blanc sur case noire d4 · Pion blanc sur case noire f4 · Pion blanc sur case noire c3 | Roi noir sur case noire d6 · Pion noir sur case blanche b5 · Pion noir sur case blanche d5 · Pion noir sur case blanche f5 · Pion blanc sur case noire b4 · Roi blanc sur case noire d4 · Pion blanc sur case noire f4 · Pion blanc sur case noire c3 | Roi noir sur case noire d6 · Pion noir sur case blanche b5 · Pion noir sur case blanche d5 · Pion noir sur case blanche f5 · Pion blanc sur case noire b4 · Roi blanc sur case noire d4 · Pion blanc sur case noire f4 · Pion blanc sur case noire c3 | Roi noir sur case noire d6 · Pion noir sur case blanche b5 · Pion noir sur case blanche d5 · Pion noir sur case blanche f5 · Pion blanc sur case noire b4 · Roi blanc sur case noire d4 · Pion blanc sur case noire f4 · Pion blanc sur case noire c3 | Roi noir sur case noire d6 · Pion noir sur case blanche b5 · Pion noir sur case blanche d5 · Pion noir sur case blanche f5 · Pion blanc sur case noire b4 · Roi blanc sur case noire d4 · Pion blanc sur case noire f4 · Pion blanc sur case noire c3 | 3 |
| 2 | Roi noir sur case noire d6 · Pion noir sur case blanche b5 · Pion noir sur case blanche d5 · Pion noir sur case blanche f5 · Pion blanc sur case noire b4 · Roi blanc sur case noire d4 · Pion blanc sur case noire f4 · Pion blanc sur case noire c3 | Roi noir sur case noire d6 · Pion noir sur case blanche b5 · Pion noir sur case blanche d5 · Pion noir sur case blanche f5 · Pion blanc sur case noire b4 · Roi blanc sur case noire d4 · Pion blanc sur case noire f4 · Pion blanc sur case noire c3 | Roi noir sur case noire d6 · Pion noir sur case blanche b5 · Pion noir sur case blanche d5 · Pion noir sur case blanche f5 · Pion blanc sur case noire b4 · Roi blanc sur case noire d4 · Pion blanc sur case noire f4 · Pion blanc sur case noire c3 | Roi noir sur case noire d6 · Pion noir sur case blanche b5 · Pion noir sur case blanche d5 · Pion noir sur case blanche f5 · Pion blanc sur case noire b4 · Roi blanc sur case noire d4 · Pion blanc sur case noire f4 · Pion blanc sur case noire c3 | Roi noir sur case noire d6 · Pion noir sur case blanche b5 · Pion noir sur case blanche d5 · Pion noir sur case blanche f5 · Pion blanc sur case noire b4 · Roi blanc sur case noire d4 · Pion blanc sur case noire f4 · Pion blanc sur case noire c3 | Roi noir sur case noire d6 · Pion noir sur case blanche b5 · Pion noir sur case blanche d5 · Pion noir sur case blanche f5 · Pion blanc sur case noire b4 · Roi blanc sur case noire d4 · Pion blanc sur case noire f4 · Pion blanc sur case noire c3 | Roi noir sur case noire d6 · Pion noir sur case blanche b5 · Pion noir sur case blanche d5 · Pion noir sur case blanche f5 · Pion blanc sur case noire b4 · Roi blanc sur case noire d4 · Pion blanc sur case noire f4 · Pion blanc sur case noire c3 | Roi noir sur case noire d6 · Pion noir sur case blanche b5 · Pion noir sur case blanche d5 · Pion noir sur case blanche f5 · Pion blanc sur case noire b4 · Roi blanc sur case noire d4 · Pion blanc sur case noire f4 · Pion blanc sur case noire c3 | 2 |
| 1 | Roi noir sur case noire d6 · Pion noir sur case blanche b5 · Pion noir sur case blanche d5 · Pion noir sur case blanche f5 · Pion blanc sur case noire b4 · Roi blanc sur case noire d4 · Pion blanc sur case noire f4 · Pion blanc sur case noire c3 | Roi noir sur case noire d6 · Pion noir sur case blanche b5 · Pion noir sur case blanche d5 · Pion noir sur case blanche f5 · Pion blanc sur case noire b4 · Roi blanc sur case noire d4 · Pion blanc sur case noire f4 · Pion blanc sur case noire c3 | Roi noir sur case noire d6 · Pion noir sur case blanche b5 · Pion noir sur case blanche d5 · Pion noir sur case blanche f5 · Pion blanc sur case noire b4 · Roi blanc sur case noire d4 · Pion blanc sur case noire f4 · Pion blanc sur case noire c3 | Roi noir sur case noire d6 · Pion noir sur case blanche b5 · Pion noir sur case blanche d5 · Pion noir sur case blanche f5 · Pion blanc sur case noire b4 · Roi blanc sur case noire d4 · Pion blanc sur case noire f4 · Pion blanc sur case noire c3 | Roi noir sur case noire d6 · Pion noir sur case blanche b5 · Pion noir sur case blanche d5 · Pion noir sur case blanche f5 · Pion blanc sur case noire b4 · Roi blanc sur case noire d4 · Pion blanc sur case noire f4 · Pion blanc sur case noire c3 | Roi noir sur case noire d6 · Pion noir sur case blanche b5 · Pion noir sur case blanche d5 · Pion noir sur case blanche f5 · Pion blanc sur case noire b4 · Roi blanc sur case noire d4 · Pion blanc sur case noire f4 · Pion blanc sur case noire c3 | Roi noir sur case noire d6 · Pion noir sur case blanche b5 · Pion noir sur case blanche d5 · Pion noir sur case blanche f5 · Pion blanc sur case noire b4 · Roi blanc sur case noire d4 · Pion blanc sur case noire f4 · Pion blanc sur case noire c3 | Roi noir sur case noire d6 · Pion noir sur case blanche b5 · Pion noir sur case blanche d5 · Pion noir sur case blanche f5 · Pion blanc sur case noire b4 · Roi blanc sur case noire d4 · Pion blanc sur case noire f4 · Pion blanc sur case noire c3 | 1 |
|   | a | b | c | d | e | f | g | h |   |

Au jeu d'échecs, le terme zugzwang (en allemand : /t͡suːkt͡svaŋ/) signifie un « coup contraint » au sens d'« être obligé de jouer » et non au sens qu'il n'y a plus qu'un seul coup jouable (auquel cas on utilise le terme « forcé » et non zugzwang). 
Ce terme vient de l'allemand Zug, « coup », et Zwang, « contrainte ». Le zugzwang est également un concept important dans les autres jeux qui, comme les échecs, n'autorisent pas à « passer son tour », tels que le jeu de dames, d'Othello, d'Awélé, de Nim ou encore de Bagh Chal.
Lors d'un problème d'échecs et d'une fin de partie, « être en zugzwang » se rapporte à la situation d'un joueur obligé de jouer un coup qui lui fera nécessairement perdre ou dégrader sa position ; s'il avait le droit de ne pas jouer à ce tour, le camp en zugzwang n'affaiblirait pas sa position. Le fait d'avoir le trait constitue alors un désavantage car, durant un zugzwang, tous les coups possibles entraînent un dommage dans la position sur l'échiquier. Dans ce sens, le terme « zugzwang » a la même signification que le « blocus » dans la composition échiquéenne.
Le zugzwang intervient surtout dans les fins de parties où c'est un thème très courant. Un exemple typique est l'opposition des rois dans les finales de pions.

## Cas particulier: le « coup forcé »
Le coup forcé est le seul coup disponible (i.e. légal) pour un joueur lorsque son roi est mis en échec simple, avec soit une seule case de fuite, soit l'obligation de se couvrir avec une seule et unique pièce. Bien que forcé, le coup est nécessairement le "meilleur" puisqu'il empêche la capture du roi. Néanmoins, dans la majorité des cas, il dégrade la position du joueur concerné et le force à se laisser manipuler par l'adversaire.
Dans certains cas, le joueur en zugzwang peut avoir plusieurs coups disponibles, mais ceux-ci sont de toute façon plus mauvais que le maintien du statu quo.
|   | a | b | c | d | e | f | g | h |   |
| 8 | Pion noir sur case noire a7 · Dame noire sur case blanche a6 · Roi noir sur case blanche b5 · Pion noir sur case noire c5 · Pion blanc sur case blanche d5 · Roi blanc sur case noire g5 · Cavalier blanc sur case blanche c4 · Pion noir sur case noire f4 · Pion blanc sur case noire a3 · Pion blanc sur case blanche b3 · Pion blanc sur case blanche f3 | Pion noir sur case noire a7 · Dame noire sur case blanche a6 · Roi noir sur case blanche b5 · Pion noir sur case noire c5 · Pion blanc sur case blanche d5 · Roi blanc sur case noire g5 · Cavalier blanc sur case blanche c4 · Pion noir sur case noire f4 · Pion blanc sur case noire a3 · Pion blanc sur case blanche b3 · Pion blanc sur case blanche f3 | Pion noir sur case noire a7 · Dame noire sur case blanche a6 · Roi noir sur case blanche b5 · Pion noir sur case noire c5 · Pion blanc sur case blanche d5 · Roi blanc sur case noire g5 · Cavalier blanc sur case blanche c4 · Pion noir sur case noire f4 · Pion blanc sur case noire a3 · Pion blanc sur case blanche b3 · Pion blanc sur case blanche f3 | Pion noir sur case noire a7 · Dame noire sur case blanche a6 · Roi noir sur case blanche b5 · Pion noir sur case noire c5 · Pion blanc sur case blanche d5 · Roi blanc sur case noire g5 · Cavalier blanc sur case blanche c4 · Pion noir sur case noire f4 · Pion blanc sur case noire a3 · Pion blanc sur case blanche b3 · Pion blanc sur case blanche f3 | Pion noir sur case noire a7 · Dame noire sur case blanche a6 · Roi noir sur case blanche b5 · Pion noir sur case noire c5 · Pion blanc sur case blanche d5 · Roi blanc sur case noire g5 · Cavalier blanc sur case blanche c4 · Pion noir sur case noire f4 · Pion blanc sur case noire a3 · Pion blanc sur case blanche b3 · Pion blanc sur case blanche f3 | Pion noir sur case noire a7 · Dame noire sur case blanche a6 · Roi noir sur case blanche b5 · Pion noir sur case noire c5 · Pion blanc sur case blanche d5 · Roi blanc sur case noire g5 · Cavalier blanc sur case blanche c4 · Pion noir sur case noire f4 · Pion blanc sur case noire a3 · Pion blanc sur case blanche b3 · Pion blanc sur case blanche f3 | Pion noir sur case noire a7 · Dame noire sur case blanche a6 · Roi noir sur case blanche b5 · Pion noir sur case noire c5 · Pion blanc sur case blanche d5 · Roi blanc sur case noire g5 · Cavalier blanc sur case blanche c4 · Pion noir sur case noire f4 · Pion blanc sur case noire a3 · Pion blanc sur case blanche b3 · Pion blanc sur case blanche f3 | Pion noir sur case noire a7 · Dame noire sur case blanche a6 · Roi noir sur case blanche b5 · Pion noir sur case noire c5 · Pion blanc sur case blanche d5 · Roi blanc sur case noire g5 · Cavalier blanc sur case blanche c4 · Pion noir sur case noire f4 · Pion blanc sur case noire a3 · Pion blanc sur case blanche b3 · Pion blanc sur case blanche f3 | 8 |
| 7 | Pion noir sur case noire a7 · Dame noire sur case blanche a6 · Roi noir sur case blanche b5 · Pion noir sur case noire c5 · Pion blanc sur case blanche d5 · Roi blanc sur case noire g5 · Cavalier blanc sur case blanche c4 · Pion noir sur case noire f4 · Pion blanc sur case noire a3 · Pion blanc sur case blanche b3 · Pion blanc sur case blanche f3 | Pion noir sur case noire a7 · Dame noire sur case blanche a6 · Roi noir sur case blanche b5 · Pion noir sur case noire c5 · Pion blanc sur case blanche d5 · Roi blanc sur case noire g5 · Cavalier blanc sur case blanche c4 · Pion noir sur case noire f4 · Pion blanc sur case noire a3 · Pion blanc sur case blanche b3 · Pion blanc sur case blanche f3 | Pion noir sur case noire a7 · Dame noire sur case blanche a6 · Roi noir sur case blanche b5 · Pion noir sur case noire c5 · Pion blanc sur case blanche d5 · Roi blanc sur case noire g5 · Cavalier blanc sur case blanche c4 · Pion noir sur case noire f4 · Pion blanc sur case noire a3 · Pion blanc sur case blanche b3 · Pion blanc sur case blanche f3 | Pion noir sur case noire a7 · Dame noire sur case blanche a6 · Roi noir sur case blanche b5 · Pion noir sur case noire c5 · Pion blanc sur case blanche d5 · Roi blanc sur case noire g5 · Cavalier blanc sur case blanche c4 · Pion noir sur case noire f4 · Pion blanc sur case noire a3 · Pion blanc sur case blanche b3 · Pion blanc sur case blanche f3 | Pion noir sur case noire a7 · Dame noire sur case blanche a6 · Roi noir sur case blanche b5 · Pion noir sur case noire c5 · Pion blanc sur case blanche d5 · Roi blanc sur case noire g5 · Cavalier blanc sur case blanche c4 · Pion noir sur case noire f4 · Pion blanc sur case noire a3 · Pion blanc sur case blanche b3 · Pion blanc sur case blanche f3 | Pion noir sur case noire a7 · Dame noire sur case blanche a6 · Roi noir sur case blanche b5 · Pion noir sur case noire c5 · Pion blanc sur case blanche d5 · Roi blanc sur case noire g5 · Cavalier blanc sur case blanche c4 · Pion noir sur case noire f4 · Pion blanc sur case noire a3 · Pion blanc sur case blanche b3 · Pion blanc sur case blanche f3 | Pion noir sur case noire a7 · Dame noire sur case blanche a6 · Roi noir sur case blanche b5 · Pion noir sur case noire c5 · Pion blanc sur case blanche d5 · Roi blanc sur case noire g5 · Cavalier blanc sur case blanche c4 · Pion noir sur case noire f4 · Pion blanc sur case noire a3 · Pion blanc sur case blanche b3 · Pion blanc sur case blanche f3 | Pion noir sur case noire a7 · Dame noire sur case blanche a6 · Roi noir sur case blanche b5 · Pion noir sur case noire c5 · Pion blanc sur case blanche d5 · Roi blanc sur case noire g5 · Cavalier blanc sur case blanche c4 · Pion noir sur case noire f4 · Pion blanc sur case noire a3 · Pion blanc sur case blanche b3 · Pion blanc sur case blanche f3 | 7 |
| 6 | Pion noir sur case noire a7 · Dame noire sur case blanche a6 · Roi noir sur case blanche b5 · Pion noir sur case noire c5 · Pion blanc sur case blanche d5 · Roi blanc sur case noire g5 · Cavalier blanc sur case blanche c4 · Pion noir sur case noire f4 · Pion blanc sur case noire a3 · Pion blanc sur case blanche b3 · Pion blanc sur case blanche f3 | Pion noir sur case noire a7 · Dame noire sur case blanche a6 · Roi noir sur case blanche b5 · Pion noir sur case noire c5 · Pion blanc sur case blanche d5 · Roi blanc sur case noire g5 · Cavalier blanc sur case blanche c4 · Pion noir sur case noire f4 · Pion blanc sur case noire a3 · Pion blanc sur case blanche b3 · Pion blanc sur case blanche f3 | Pion noir sur case noire a7 · Dame noire sur case blanche a6 · Roi noir sur case blanche b5 · Pion noir sur case noire c5 · Pion blanc sur case blanche d5 · Roi blanc sur case noire g5 · Cavalier blanc sur case blanche c4 · Pion noir sur case noire f4 · Pion blanc sur case noire a3 · Pion blanc sur case blanche b3 · Pion blanc sur case blanche f3 | Pion noir sur case noire a7 · Dame noire sur case blanche a6 · Roi noir sur case blanche b5 · Pion noir sur case noire c5 · Pion blanc sur case blanche d5 · Roi blanc sur case noire g5 · Cavalier blanc sur case blanche c4 · Pion noir sur case noire f4 · Pion blanc sur case noire a3 · Pion blanc sur case blanche b3 · Pion blanc sur case blanche f3 | Pion noir sur case noire a7 · Dame noire sur case blanche a6 · Roi noir sur case blanche b5 · Pion noir sur case noire c5 · Pion blanc sur case blanche d5 · Roi blanc sur case noire g5 · Cavalier blanc sur case blanche c4 · Pion noir sur case noire f4 · Pion blanc sur case noire a3 · Pion blanc sur case blanche b3 · Pion blanc sur case blanche f3 | Pion noir sur case noire a7 · Dame noire sur case blanche a6 · Roi noir sur case blanche b5 · Pion noir sur case noire c5 · Pion blanc sur case blanche d5 · Roi blanc sur case noire g5 · Cavalier blanc sur case blanche c4 · Pion noir sur case noire f4 · Pion blanc sur case noire a3 · Pion blanc sur case blanche b3 · Pion blanc sur case blanche f3 | Pion noir sur case noire a7 · Dame noire sur case blanche a6 · Roi noir sur case blanche b5 · Pion noir sur case noire c5 · Pion blanc sur case blanche d5 · Roi blanc sur case noire g5 · Cavalier blanc sur case blanche c4 · Pion noir sur case noire f4 · Pion blanc sur case noire a3 · Pion blanc sur case blanche b3 · Pion blanc sur case blanche f3 | Pion noir sur case noire a7 · Dame noire sur case blanche a6 · Roi noir sur case blanche b5 · Pion noir sur case noire c5 · Pion blanc sur case blanche d5 · Roi blanc sur case noire g5 · Cavalier blanc sur case blanche c4 · Pion noir sur case noire f4 · Pion blanc sur case noire a3 · Pion blanc sur case blanche b3 · Pion blanc sur case blanche f3 | 6 |
| 5 | Pion noir sur case noire a7 · Dame noire sur case blanche a6 · Roi noir sur case blanche b5 · Pion noir sur case noire c5 · Pion blanc sur case blanche d5 · Roi blanc sur case noire g5 · Cavalier blanc sur case blanche c4 · Pion noir sur case noire f4 · Pion blanc sur case noire a3 · Pion blanc sur case blanche b3 · Pion blanc sur case blanche f3 | Pion noir sur case noire a7 · Dame noire sur case blanche a6 · Roi noir sur case blanche b5 · Pion noir sur case noire c5 · Pion blanc sur case blanche d5 · Roi blanc sur case noire g5 · Cavalier blanc sur case blanche c4 · Pion noir sur case noire f4 · Pion blanc sur case noire a3 · Pion blanc sur case blanche b3 · Pion blanc sur case blanche f3 | Pion noir sur case noire a7 · Dame noire sur case blanche a6 · Roi noir sur case blanche b5 · Pion noir sur case noire c5 · Pion blanc sur case blanche d5 · Roi blanc sur case noire g5 · Cavalier blanc sur case blanche c4 · Pion noir sur case noire f4 · Pion blanc sur case noire a3 · Pion blanc sur case blanche b3 · Pion blanc sur case blanche f3 | Pion noir sur case noire a7 · Dame noire sur case blanche a6 · Roi noir sur case blanche b5 · Pion noir sur case noire c5 · Pion blanc sur case blanche d5 · Roi blanc sur case noire g5 · Cavalier blanc sur case blanche c4 · Pion noir sur case noire f4 · Pion blanc sur case noire a3 · Pion blanc sur case blanche b3 · Pion blanc sur case blanche f3 | Pion noir sur case noire a7 · Dame noire sur case blanche a6 · Roi noir sur case blanche b5 · Pion noir sur case noire c5 · Pion blanc sur case blanche d5 · Roi blanc sur case noire g5 · Cavalier blanc sur case blanche c4 · Pion noir sur case noire f4 · Pion blanc sur case noire a3 · Pion blanc sur case blanche b3 · Pion blanc sur case blanche f3 | Pion noir sur case noire a7 · Dame noire sur case blanche a6 · Roi noir sur case blanche b5 · Pion noir sur case noire c5 · Pion blanc sur case blanche d5 · Roi blanc sur case noire g5 · Cavalier blanc sur case blanche c4 · Pion noir sur case noire f4 · Pion blanc sur case noire a3 · Pion blanc sur case blanche b3 · Pion blanc sur case blanche f3 | Pion noir sur case noire a7 · Dame noire sur case blanche a6 · Roi noir sur case blanche b5 · Pion noir sur case noire c5 · Pion blanc sur case blanche d5 · Roi blanc sur case noire g5 · Cavalier blanc sur case blanche c4 · Pion noir sur case noire f4 · Pion blanc sur case noire a3 · Pion blanc sur case blanche b3 · Pion blanc sur case blanche f3 | Pion noir sur case noire a7 · Dame noire sur case blanche a6 · Roi noir sur case blanche b5 · Pion noir sur case noire c5 · Pion blanc sur case blanche d5 · Roi blanc sur case noire g5 · Cavalier blanc sur case blanche c4 · Pion noir sur case noire f4 · Pion blanc sur case noire a3 · Pion blanc sur case blanche b3 · Pion blanc sur case blanche f3 | 5 |
| 4 | Pion noir sur case noire a7 · Dame noire sur case blanche a6 · Roi noir sur case blanche b5 · Pion noir sur case noire c5 · Pion blanc sur case blanche d5 · Roi blanc sur case noire g5 · Cavalier blanc sur case blanche c4 · Pion noir sur case noire f4 · Pion blanc sur case noire a3 · Pion blanc sur case blanche b3 · Pion blanc sur case blanche f3 | Pion noir sur case noire a7 · Dame noire sur case blanche a6 · Roi noir sur case blanche b5 · Pion noir sur case noire c5 · Pion blanc sur case blanche d5 · Roi blanc sur case noire g5 · Cavalier blanc sur case blanche c4 · Pion noir sur case noire f4 · Pion blanc sur case noire a3 · Pion blanc sur case blanche b3 · Pion blanc sur case blanche f3 | Pion noir sur case noire a7 · Dame noire sur case blanche a6 · Roi noir sur case blanche b5 · Pion noir sur case noire c5 · Pion blanc sur case blanche d5 · Roi blanc sur case noire g5 · Cavalier blanc sur case blanche c4 · Pion noir sur case noire f4 · Pion blanc sur case noire a3 · Pion blanc sur case blanche b3 · Pion blanc sur case blanche f3 | Pion noir sur case noire a7 · Dame noire sur case blanche a6 · Roi noir sur case blanche b5 · Pion noir sur case noire c5 · Pion blanc sur case blanche d5 · Roi blanc sur case noire g5 · Cavalier blanc sur case blanche c4 · Pion noir sur case noire f4 · Pion blanc sur case noire a3 · Pion blanc sur case blanche b3 · Pion blanc sur case blanche f3 | Pion noir sur case noire a7 · Dame noire sur case blanche a6 · Roi noir sur case blanche b5 · Pion noir sur case noire c5 · Pion blanc sur case blanche d5 · Roi blanc sur case noire g5 · Cavalier blanc sur case blanche c4 · Pion noir sur case noire f4 · Pion blanc sur case noire a3 · Pion blanc sur case blanche b3 · Pion blanc sur case blanche f3 | Pion noir sur case noire a7 · Dame noire sur case blanche a6 · Roi noir sur case blanche b5 · Pion noir sur case noire c5 · Pion blanc sur case blanche d5 · Roi blanc sur case noire g5 · Cavalier blanc sur case blanche c4 · Pion noir sur case noire f4 · Pion blanc sur case noire a3 · Pion blanc sur case blanche b3 · Pion blanc sur case blanche f3 | Pion noir sur case noire a7 · Dame noire sur case blanche a6 · Roi noir sur case blanche b5 · Pion noir sur case noire c5 · Pion blanc sur case blanche d5 · Roi blanc sur case noire g5 · Cavalier blanc sur case blanche c4 · Pion noir sur case noire f4 · Pion blanc sur case noire a3 · Pion blanc sur case blanche b3 · Pion blanc sur case blanche f3 | Pion noir sur case noire a7 · Dame noire sur case blanche a6 · Roi noir sur case blanche b5 · Pion noir sur case noire c5 · Pion blanc sur case blanche d5 · Roi blanc sur case noire g5 · Cavalier blanc sur case blanche c4 · Pion noir sur case noire f4 · Pion blanc sur case noire a3 · Pion blanc sur case blanche b3 · Pion blanc sur case blanche f3 | 4 |
| 3 | Pion noir sur case noire a7 · Dame noire sur case blanche a6 · Roi noir sur case blanche b5 · Pion noir sur case noire c5 · Pion blanc sur case blanche d5 · Roi blanc sur case noire g5 · Cavalier blanc sur case blanche c4 · Pion noir sur case noire f4 · Pion blanc sur case noire a3 · Pion blanc sur case blanche b3 · Pion blanc sur case blanche f3 | Pion noir sur case noire a7 · Dame noire sur case blanche a6 · Roi noir sur case blanche b5 · Pion noir sur case noire c5 · Pion blanc sur case blanche d5 · Roi blanc sur case noire g5 · Cavalier blanc sur case blanche c4 · Pion noir sur case noire f4 · Pion blanc sur case noire a3 · Pion blanc sur case blanche b3 · Pion blanc sur case blanche f3 | Pion noir sur case noire a7 · Dame noire sur case blanche a6 · Roi noir sur case blanche b5 · Pion noir sur case noire c5 · Pion blanc sur case blanche d5 · Roi blanc sur case noire g5 · Cavalier blanc sur case blanche c4 · Pion noir sur case noire f4 · Pion blanc sur case noire a3 · Pion blanc sur case blanche b3 · Pion blanc sur case blanche f3 | Pion noir sur case noire a7 · Dame noire sur case blanche a6 · Roi noir sur case blanche b5 · Pion noir sur case noire c5 · Pion blanc sur case blanche d5 · Roi blanc sur case noire g5 · Cavalier blanc sur case blanche c4 · Pion noir sur case noire f4 · Pion blanc sur case noire a3 · Pion blanc sur case blanche b3 · Pion blanc sur case blanche f3 | Pion noir sur case noire a7 · Dame noire sur case blanche a6 · Roi noir sur case blanche b5 · Pion noir sur case noire c5 · Pion blanc sur case blanche d5 · Roi blanc sur case noire g5 · Cavalier blanc sur case blanche c4 · Pion noir sur case noire f4 · Pion blanc sur case noire a3 · Pion blanc sur case blanche b3 · Pion blanc sur case blanche f3 | Pion noir sur case noire a7 · Dame noire sur case blanche a6 · Roi noir sur case blanche b5 · Pion noir sur case noire c5 · Pion blanc sur case blanche d5 · Roi blanc sur case noire g5 · Cavalier blanc sur case blanche c4 · Pion noir sur case noire f4 · Pion blanc sur case noire a3 · Pion blanc sur case blanche b3 · Pion blanc sur case blanche f3 | Pion noir sur case noire a7 · Dame noire sur case blanche a6 · Roi noir sur case blanche b5 · Pion noir sur case noire c5 · Pion blanc sur case blanche d5 · Roi blanc sur case noire g5 · Cavalier blanc sur case blanche c4 · Pion noir sur case noire f4 · Pion blanc sur case noire a3 · Pion blanc sur case blanche b3 · Pion blanc sur case blanche f3 | Pion noir sur case noire a7 · Dame noire sur case blanche a6 · Roi noir sur case blanche b5 · Pion noir sur case noire c5 · Pion blanc sur case blanche d5 · Roi blanc sur case noire g5 · Cavalier blanc sur case blanche c4 · Pion noir sur case noire f4 · Pion blanc sur case noire a3 · Pion blanc sur case blanche b3 · Pion blanc sur case blanche f3 | 3 |
| 2 | Pion noir sur case noire a7 · Dame noire sur case blanche a6 · Roi noir sur case blanche b5 · Pion noir sur case noire c5 · Pion blanc sur case blanche d5 · Roi blanc sur case noire g5 · Cavalier blanc sur case blanche c4 · Pion noir sur case noire f4 · Pion blanc sur case noire a3 · Pion blanc sur case blanche b3 · Pion blanc sur case blanche f3 | Pion noir sur case noire a7 · Dame noire sur case blanche a6 · Roi noir sur case blanche b5 · Pion noir sur case noire c5 · Pion blanc sur case blanche d5 · Roi blanc sur case noire g5 · Cavalier blanc sur case blanche c4 · Pion noir sur case noire f4 · Pion blanc sur case noire a3 · Pion blanc sur case blanche b3 · Pion blanc sur case blanche f3 | Pion noir sur case noire a7 · Dame noire sur case blanche a6 · Roi noir sur case blanche b5 · Pion noir sur case noire c5 · Pion blanc sur case blanche d5 · Roi blanc sur case noire g5 · Cavalier blanc sur case blanche c4 · Pion noir sur case noire f4 · Pion blanc sur case noire a3 · Pion blanc sur case blanche b3 · Pion blanc sur case blanche f3 | Pion noir sur case noire a7 · Dame noire sur case blanche a6 · Roi noir sur case blanche b5 · Pion noir sur case noire c5 · Pion blanc sur case blanche d5 · Roi blanc sur case noire g5 · Cavalier blanc sur case blanche c4 · Pion noir sur case noire f4 · Pion blanc sur case noire a3 · Pion blanc sur case blanche b3 · Pion blanc sur case blanche f3 | Pion noir sur case noire a7 · Dame noire sur case blanche a6 · Roi noir sur case blanche b5 · Pion noir sur case noire c5 · Pion blanc sur case blanche d5 · Roi blanc sur case noire g5 · Cavalier blanc sur case blanche c4 · Pion noir sur case noire f4 · Pion blanc sur case noire a3 · Pion blanc sur case blanche b3 · Pion blanc sur case blanche f3 | Pion noir sur case noire a7 · Dame noire sur case blanche a6 · Roi noir sur case blanche b5 · Pion noir sur case noire c5 · Pion blanc sur case blanche d5 · Roi blanc sur case noire g5 · Cavalier blanc sur case blanche c4 · Pion noir sur case noire f4 · Pion blanc sur case noire a3 · Pion blanc sur case blanche b3 · Pion blanc sur case blanche f3 | Pion noir sur case noire a7 · Dame noire sur case blanche a6 · Roi noir sur case blanche b5 · Pion noir sur case noire c5 · Pion blanc sur case blanche d5 · Roi blanc sur case noire g5 · Cavalier blanc sur case blanche c4 · Pion noir sur case noire f4 · Pion blanc sur case noire a3 · Pion blanc sur case blanche b3 · Pion blanc sur case blanche f3 | Pion noir sur case noire a7 · Dame noire sur case blanche a6 · Roi noir sur case blanche b5 · Pion noir sur case noire c5 · Pion blanc sur case blanche d5 · Roi blanc sur case noire g5 · Cavalier blanc sur case blanche c4 · Pion noir sur case noire f4 · Pion blanc sur case noire a3 · Pion blanc sur case blanche b3 · Pion blanc sur case blanche f3 | 2 |
| 1 | Pion noir sur case noire a7 · Dame noire sur case blanche a6 · Roi noir sur case blanche b5 · Pion noir sur case noire c5 · Pion blanc sur case blanche d5 · Roi blanc sur case noire g5 · Cavalier blanc sur case blanche c4 · Pion noir sur case noire f4 · Pion blanc sur case noire a3 · Pion blanc sur case blanche b3 · Pion blanc sur case blanche f3 | Pion noir sur case noire a7 · Dame noire sur case blanche a6 · Roi noir sur case blanche b5 · Pion noir sur case noire c5 · Pion blanc sur case blanche d5 · Roi blanc sur case noire g5 · Cavalier blanc sur case blanche c4 · Pion noir sur case noire f4 · Pion blanc sur case noire a3 · Pion blanc sur case blanche b3 · Pion blanc sur case blanche f3 | Pion noir sur case noire a7 · Dame noire sur case blanche a6 · Roi noir sur case blanche b5 · Pion noir sur case noire c5 · Pion blanc sur case blanche d5 · Roi blanc sur case noire g5 · Cavalier blanc sur case blanche c4 · Pion noir sur case noire f4 · Pion blanc sur case noire a3 · Pion blanc sur case blanche b3 · Pion blanc sur case blanche f3 | Pion noir sur case noire a7 · Dame noire sur case blanche a6 · Roi noir sur case blanche b5 · Pion noir sur case noire c5 · Pion blanc sur case blanche d5 · Roi blanc sur case noire g5 · Cavalier blanc sur case blanche c4 · Pion noir sur case noire f4 · Pion blanc sur case noire a3 · Pion blanc sur case blanche b3 · Pion blanc sur case blanche f3 | Pion noir sur case noire a7 · Dame noire sur case blanche a6 · Roi noir sur case blanche b5 · Pion noir sur case noire c5 · Pion blanc sur case blanche d5 · Roi blanc sur case noire g5 · Cavalier blanc sur case blanche c4 · Pion noir sur case noire f4 · Pion blanc sur case noire a3 · Pion blanc sur case blanche b3 · Pion blanc sur case blanche f3 | Pion noir sur case noire a7 · Dame noire sur case blanche a6 · Roi noir sur case blanche b5 · Pion noir sur case noire c5 · Pion blanc sur case blanche d5 · Roi blanc sur case noire g5 · Cavalier blanc sur case blanche c4 · Pion noir sur case noire f4 · Pion blanc sur case noire a3 · Pion blanc sur case blanche b3 · Pion blanc sur case blanche f3 | Pion noir sur case noire a7 · Dame noire sur case blanche a6 · Roi noir sur case blanche b5 · Pion noir sur case noire c5 · Pion blanc sur case blanche d5 · Roi blanc sur case noire g5 · Cavalier blanc sur case blanche c4 · Pion noir sur case noire f4 · Pion blanc sur case noire a3 · Pion blanc sur case blanche b3 · Pion blanc sur case blanche f3 | Pion noir sur case noire a7 · Dame noire sur case blanche a6 · Roi noir sur case blanche b5 · Pion noir sur case noire c5 · Pion blanc sur case blanche d5 · Roi blanc sur case noire g5 · Cavalier blanc sur case blanche c4 · Pion noir sur case noire f4 · Pion blanc sur case noire a3 · Pion blanc sur case blanche b3 · Pion blanc sur case blanche f3 | 1 |
|   | a | b | c | d | e | f | g | h |   |

## Lezugzwangréciproque
|   | a                                                                                         | b                                                                                         | c                                                                                         | d                                                                                         | e                                                                                         | f                                                                                         | g                                                                                         | h                                                                                         |   |
| 8 | Roi noir sur case blanche c8 · Pion blanc sur case noire c7 · Roi blanc sur case noire b6 | Roi noir sur case blanche c8 · Pion blanc sur case noire c7 · Roi blanc sur case noire b6 | Roi noir sur case blanche c8 · Pion blanc sur case noire c7 · Roi blanc sur case noire b6 | Roi noir sur case blanche c8 · Pion blanc sur case noire c7 · Roi blanc sur case noire b6 | Roi noir sur case blanche c8 · Pion blanc sur case noire c7 · Roi blanc sur case noire b6 | Roi noir sur case blanche c8 · Pion blanc sur case noire c7 · Roi blanc sur case noire b6 | Roi noir sur case blanche c8 · Pion blanc sur case noire c7 · Roi blanc sur case noire b6 | Roi noir sur case blanche c8 · Pion blanc sur case noire c7 · Roi blanc sur case noire b6 | 8 |
| 7 | Roi noir sur case blanche c8 · Pion blanc sur case noire c7 · Roi blanc sur case noire b6 | Roi noir sur case blanche c8 · Pion blanc sur case noire c7 · Roi blanc sur case noire b6 | Roi noir sur case blanche c8 · Pion blanc sur case noire c7 · Roi blanc sur case noire b6 | Roi noir sur case blanche c8 · Pion blanc sur case noire c7 · Roi blanc sur case noire b6 | Roi noir sur case blanche c8 · Pion blanc sur case noire c7 · Roi blanc sur case noire b6 | Roi noir sur case blanche c8 · Pion blanc sur case noire c7 · Roi blanc sur case noire b6 | Roi noir sur case blanche c8 · Pion blanc sur case noire c7 · Roi blanc sur case noire b6 | Roi noir sur case blanche c8 · Pion blanc sur case noire c7 · Roi blanc sur case noire b6 | 7 |
| 6 | Roi noir sur case blanche c8 · Pion blanc sur case noire c7 · Roi blanc sur case noire b6 | Roi noir sur case blanche c8 · Pion blanc sur case noire c7 · Roi blanc sur case noire b6 | Roi noir sur case blanche c8 · Pion blanc sur case noire c7 · Roi blanc sur case noire b6 | Roi noir sur case blanche c8 · Pion blanc sur case noire c7 · Roi blanc sur case noire b6 | Roi noir sur case blanche c8 · Pion blanc sur case noire c7 · Roi blanc sur case noire b6 | Roi noir sur case blanche c8 · Pion blanc sur case noire c7 · Roi blanc sur case noire b6 | Roi noir sur case blanche c8 · Pion blanc sur case noire c7 · Roi blanc sur case noire b6 | Roi noir sur case blanche c8 · Pion blanc sur case noire c7 · Roi blanc sur case noire b6 | 6 |
| 5 | Roi noir sur case blanche c8 · Pion blanc sur case noire c7 · Roi blanc sur case noire b6 | Roi noir sur case blanche c8 · Pion blanc sur case noire c7 · Roi blanc sur case noire b6 | Roi noir sur case blanche c8 · Pion blanc sur case noire c7 · Roi blanc sur case noire b6 | Roi noir sur case blanche c8 · Pion blanc sur case noire c7 · Roi blanc sur case noire b6 | Roi noir sur case blanche c8 · Pion blanc sur case noire c7 · Roi blanc sur case noire b6 | Roi noir sur case blanche c8 · Pion blanc sur case noire c7 · Roi blanc sur case noire b6 | Roi noir sur case blanche c8 · Pion blanc sur case noire c7 · Roi blanc sur case noire b6 | Roi noir sur case blanche c8 · Pion blanc sur case noire c7 · Roi blanc sur case noire b6 | 5 |
| 4 | Roi noir sur case blanche c8 · Pion blanc sur case noire c7 · Roi blanc sur case noire b6 | Roi noir sur case blanche c8 · Pion blanc sur case noire c7 · Roi blanc sur case noire b6 | Roi noir sur case blanche c8 · Pion blanc sur case noire c7 · Roi blanc sur case noire b6 | Roi noir sur case blanche c8 · Pion blanc sur case noire c7 · Roi blanc sur case noire b6 | Roi noir sur case blanche c8 · Pion blanc sur case noire c7 · Roi blanc sur case noire b6 | Roi noir sur case blanche c8 · Pion blanc sur case noire c7 · Roi blanc sur case noire b6 | Roi noir sur case blanche c8 · Pion blanc sur case noire c7 · Roi blanc sur case noire b6 | Roi noir sur case blanche c8 · Pion blanc sur case noire c7 · Roi blanc sur case noire b6 | 4 |
| 3 | Roi noir sur case blanche c8 · Pion blanc sur case noire c7 · Roi blanc sur case noire b6 | Roi noir sur case blanche c8 · Pion blanc sur case noire c7 · Roi blanc sur case noire b6 | Roi noir sur case blanche c8 · Pion blanc sur case noire c7 · Roi blanc sur case noire b6 | Roi noir sur case blanche c8 · Pion blanc sur case noire c7 · Roi blanc sur case noire b6 | Roi noir sur case blanche c8 · Pion blanc sur case noire c7 · Roi blanc sur case noire b6 | Roi noir sur case blanche c8 · Pion blanc sur case noire c7 · Roi blanc sur case noire b6 | Roi noir sur case blanche c8 · Pion blanc sur case noire c7 · Roi blanc sur case noire b6 | Roi noir sur case blanche c8 · Pion blanc sur case noire c7 · Roi blanc sur case noire b6 | 3 |
| 2 | Roi noir sur case blanche c8 · Pion blanc sur case noire c7 · Roi blanc sur case noire b6 | Roi noir sur case blanche c8 · Pion blanc sur case noire c7 · Roi blanc sur case noire b6 | Roi noir sur case blanche c8 · Pion blanc sur case noire c7 · Roi blanc sur case noire b6 | Roi noir sur case blanche c8 · Pion blanc sur case noire c7 · Roi blanc sur case noire b6 | Roi noir sur case blanche c8 · Pion blanc sur case noire c7 · Roi blanc sur case noire b6 | Roi noir sur case blanche c8 · Pion blanc sur case noire c7 · Roi blanc sur case noire b6 | Roi noir sur case blanche c8 · Pion blanc sur case noire c7 · Roi blanc sur case noire b6 | Roi noir sur case blanche c8 · Pion blanc sur case noire c7 · Roi blanc sur case noire b6 | 2 |
| 1 | Roi noir sur case blanche c8 · Pion blanc sur case noire c7 · Roi blanc sur case noire b6 | Roi noir sur case blanche c8 · Pion blanc sur case noire c7 · Roi blanc sur case noire b6 | Roi noir sur case blanche c8 · Pion blanc sur case noire c7 · Roi blanc sur case noire b6 | Roi noir sur case blanche c8 · Pion blanc sur case noire c7 · Roi blanc sur case noire b6 | Roi noir sur case blanche c8 · Pion blanc sur case noire c7 · Roi blanc sur case noire b6 | Roi noir sur case blanche c8 · Pion blanc sur case noire c7 · Roi blanc sur case noire b6 | Roi noir sur case blanche c8 · Pion blanc sur case noire c7 · Roi blanc sur case noire b6 | Roi noir sur case blanche c8 · Pion blanc sur case noire c7 · Roi blanc sur case noire b6 | 1 |
|   | a                                                                                         | b                                                                                         | c                                                                                         | d                                                                                         | e                                                                                         | f                                                                                         | g                                                                                         | h                                                                                         |   |

Le « zugzwang réciproque » (ou « zugzwang mutuel ») est un concept qui apparaît dans certains problèmes d'échecs et les finales. Il s'agit simplement d'indiquer que l'obligation de jouer serait défavorable, quel que soit le camp ayant le trait.

## Dans la culture populaire

### Cinéma
- Dans Mr Nobody (2009), le zugzwang est évoqué à la fin du film comme la résolution de l'intrigue.

### Télévision
- Dans la série Esprits Criminels (saison 8, épisode 12).
- Dans la série Extant (épisode 11, saison 2).
- Dans Umineko no naku koro ni.
- Dans Last Exile (épisode 4).
- Dans la série What/If, le zugzwang est évoqué dans l’épisode 8 (« Quels secrets ? ») de la saison 1.
- Dans la série Billions, le zugzwang est évoqué dans l'épisode 2 ("Registre d'excitation") de la saison 4.